# Tillandsia marnieri-apostollei
Tillandsia marnieri-apostollei är en gräsväxtart som beskrevs av Werner Rauh. Tillandsia marnieri-apostollei ingår i släktet Tillandsia och familjen Bromeliaceae. Inga underarter finns listade i Catalogue of Life.